# Instituto Nacional de Estadística de Túnez
El Instituto Nacional de Estadística (oficialmente en francés: Institut national de la statistique, sigla INS; en inglés: National Institute of statistics, sigla NIS; o en árabe: المعهد الوطني للإحصاء-تونس‎) es una agencia de estadística de la República Tunecina. Fundado en 1969, su sede social se encuentra en la capital, Túnez.

## Historia
El Instituto Nacional de Estadística fue creado en 1969. Es una organización pública no administrativa. También representa un órgano central en el sistema estadístico nacional. Según su estatus, el INS está administrado por un Consejo directivo presidido por el director ejecutivo del INS.

## División administrativa
El INS divide Túnez en 6 regiones.

### Noreste
- Túnez
- Nabuel
- Ben Arous
- Ariana
- Bizerta
- Menouba
- Zaghouan

### Noroeste
- Siliana
- Kef
- Béja
- Jendouba

### Centro Oeste
- Sidi Bouzid
- Caserina
- Kairuán

### Centro Este
- Sfax
- Susa
- Monastir
- Mahdia

### Suroeste
- Tozeur
- Gafsa
- Kebili

### Sureste
- Tataouine
- Medenina
- Gabès